# Josef Kammhuber
Josef Kammhuber (19 de Agosto de 1896 – 25 de Janeiro de 1986) foi um oficial general da Luftwaffe durante a Alemanha Nazi e da Força Aérea Alemã da Alemanha Ocidental. Ficou famoso por ser o General dos caças nocturnos da Luftwaffe durante a Segunda Guerra Mundial. Do seu nome vem a designação do primeiro sistema de defesa aéreo nocturno da história, a Linha Kammhuber, contudo a partir do momento que os britânicos ficaram a saber detalhadamente como era composta a linha, a mesma deixou de ser eficaz. Devido a várias disputas e discussões com a Erhard Milch, Kammhuber acabou por ser dispensado em 1943. Depois da guerra, voltou a desempenhar funções nas forças armadas da Alemanha.